# Asterix i Obelix: Misja Kleopatra
Asterix i Obelix: Misja Kleopatra (fr. Astérix & Obélix: Mission Cléopâtre, niem. Asterix & Obelix: Mission Kleopatra) – francusko-niemiecki film komediowo-przygodowy z 2002 roku w reżyserii Alaina Chabata. Scenariusz filmu oparto na komiksie Asterix i Kleopatra autorstwa René Goscinnego i Alberta Uderzo, opublikowanym w 1963 roku, a fabułę w dużej mierze wzorowano na animacji Asterix i Kleopatra z 1968 roku.
Budżet filmu wyniósł 327 miliony franków francuskich. Film kręcono we Francji (Las Fontainebleau), Maroku (Warzazat), Czechach oraz na Malcie. Misję Kleopatra w kinach we Francji zobaczyło ponad 14,5 mln widzów, co było czwartym najlepszym (pod względem liczby widzów) wynikiem w historii powojennej francuskiej kinematografii. Film otrzymał też pozytywne oceny ze strony krytyków, także w krajach anglosaskich (86% recenzji według serwisu Rotten Tomatoes było pozytywnych).

## Fabuła
W pałacu Kleopatry Juliusz Cezar wywołuje gniew królowej, twierdząc, że jej lud jest gorszy od Rzymian, ponieważ potrafi budować jedynie piramidy. Kleopatra postanawia udowodnić mu, że jest w błędzie, proponując zakład: jeśli Egipcjanie zbudują dla Cezara piękniejszy pałac w mniej niż trzy miesiące, będzie musiał publicznie przyznać, że Egipcjanie są lepsi od Rzymian.
Kleopatra wzywa architekta Numernabisa, który opóźnia budowę domu Malokoksa. Królowa powierza mu nadzór nad pracami przy pałacu, obiecując złoto w przypadku sukcesu i grożąc rzutem na pożarcie świętym krokodylom w razie porażki. Po opuszczeniu pałacu Numernabis zostaje zagrożony przez zazdrosnego architekta Amonbofisa, który postanawia sabotować budowę. Numernabis rozpoczyna pomiary terenu przyszłego pałacu z pomocą swojego skryby Otisa, który uważa, że nie mają wystarczających środków na ukończenie projektu. Wtedy Numernabis przypomina sobie historię opowiadaną przez swojego ojca o galijskim druidzie, który posiadał magiczny napój dający nadludzką siłę. Postanawia udać się do Galii, aby odnaleźć Panoramiksa.
W galijskiej wiosce Asteriks i Obeliks odpierają ataki Rzymian, gdy spotykają Numernabisa poszukującego Panoramiksa. Po przedstawieniu go druidowi, ten rozpoznaje go dzięki wspomnieniu o ojcu Numernabisa. Choć początkowo odmawia, Panoramix zgadza się pomóc i proponuje, aby Asteriks, Obeliks i Idefiks dołączyli do niego w podróży do Egiptu. Po drodze ich statek napotyka piracki okręt Czerwonej Brody, który decyduje się zatopić własny statek, gdy rozpoznaje Galów.
Po dotarciu do Egiptu Numernabis przedstawia Kleopatrze swoich galijskich przyjaciół, co nie wywołuje jej sprzeciwu. Asteriks zakochuje się w jednej z dam dworu Kleopatry, Guimieukis. W trakcie wizyty na placu budowy Amonbofis namawia robotników do strajku, którzy żądają lepszych warunków pracy. Panoramix spełnia ich prośby, dając im magiczny napój, aby przyspieszyć budowę.
Widząc postępy na placu budowy, Amonbofis przekupuje dostawcę kamieni, aby dostarczał materiały niskiej jakości. Obeliks zmusza dostawcę do przyznania się do oszustwa, a Galowie wyruszają do kamieniołomu po nowe kamienie. Po drodze Obeliks przypadkowo niszczy nos Sfinksa, a Panoramix pozuje do pamiątkowego rysunku. W piramidzie Nexusis zastawia na nich pułapkę, zamykając ich w grobowcu. Panoramix używa magicznego napoju, aby Obeliks uwolnił ich, ale wyjście odnajduje dopiero Idefiks dzięki swojemu węchowi.
Tymczasem Amonbofis zawiera sojusz z Cezarem, by sabotować budowę pałacu. Wysyła zatruty tort do Kleopatry, sugerując, że to prezent od Galów. Kleopatra rozkazuje aresztować Galów, ale Panoramix udowadnia ich niewinność, przygotowując antidotum i jedząc kawałek tortu razem z przyjaciółmi. Po ich uwolnieniu Cezar wysyła szpiega na plac budowy, a następnie rozkazuje swojemu centurionowi, Caiusowi Céplusowi, zniszczyć pałac. Asteriks i Obeliks odpierają atak, ale Rzymianie używają katapult. W odpowiedzi Numerobis wysyła Idefiksa z wiadomością do Kleopatry pod eskortą Asteriksa.
Podczas ataku Obeliks broni pałacu, a Numernabis walczy z Amonbofisem. Po zaciętym pojedynku pokonuje rywala. Astérix dociera do Kleopatry, która rozkazuje Cezarowi przerwać oblężenie i pomagać w budowie. Pałac zostaje ukończony na czas, a Cezar przyznaje wyższość Egipcjan podczas uroczystego otwarcia. Otis prezentuje wynalazek – „sansefforteur” (windę), który napędzany jest przez piratów. Numernabis otrzymuje zapłatę w złocie, a Panoramix zostaje obdarowany manuskryptami z Biblioteki Aleksandryjskiej. Film kończy się wielką ucztą w nowo wybudowanym pałacu.
W oryginalnej wersji filmu Asterix i Obelix: Misja Kleopatra z 2002 roku, po napisach końcowych znajdują się dwie humorystyczne sceny: W pierwszej z nich Numernabis desperacko próbuje wyjaśnić młodej i pięknej Egipcjance żart słowny dotyczący „Phare à On” (gra słów oparta na fonetycznym podobieństwie do „pharaon” – „faraon”).
Druga scena pokazuje Amonbofisa, który wciąż tkwi uwięziony w murze po swojej przegranej walce z Numernabisem. Bezskutecznie woła o pomoc, co stanowi komiczne zakończenie jego wątku w filmie.

## Obsada
- Monica Bellucci – Kleopatra
- Gérard Depardieu – Obeliks
- Christian Clavier – Asteriks
- Jamel Debbouze – Numernabis
- Alain Chabat – Juliusz Cezar
- Claude Rich – Panoramiks
- Gérard Darmon – Marnypopis
- Édouard Baer – Otis
- Dieudonné – Gajusz Ceplus
- Bernard Farcy – kapitan Krwawobrody
- Jean Benguigui – Szczękościsk
- Isabelle Nanty – Idea
- Jean-Paul Rouve – Antywirus

### Wersja polska[5][6]
- Magdalena Wójcik – Kleopatra
- Mieczysław Morański – Asterix
- Wiktor Zborowski – Obelix
- Cezary Pazura – Numernabis
- Wojciech Paszkowski – Cezar
- Ryszard Nawrocki – Panoramix
- Marcin Troński – Marnypopis
- Krzysztof Banaszyk – Otis
- Janusz Bukowski – narrator
- Krystyna Czubówna – lektorka materiału o languście

## Geneza
Po sukcesie swojego debiutanckiego filmu Didier, który przyniósł mu Cezara za najlepszy debiut reżyserski w 1998 roku, Alain Chabat został zachęcony przez producenta Claude’a Berri do stworzenia kolejnego projektu. Berri, posiadający prawa do adaptacji komiksów z serii Asterix, zaproponował Chabatowi realizację filmu opartego na jednej z tych historii. Sam Berri miał już na koncie produkcję pierwszej aktorskiej adaptacji serii, Asterix i Obelix kontra Cezar, która okazała się wielkim sukcesem – w 1999 roku była najczęściej oglądanym filmem we Francji, gromadząc blisko dziewięć milionów widzów w kinach.
Z entuzjazmem podchodząc do propozycji, Chabat rozpoczął poszukiwanie odpowiedniego albumu do adaptacji. Początkowo odrzucił pomysł na ekranizację Asterix i Kleopatra, obawiając się, że projekt okaże się zbyt skomplikowany technicznie i kosztowny. Zamiast tego rozważał adaptację innych historii, takich jak Asterix gladiator, Wielka bitwa czy Asterix legionista.
Claude Berri jednak od początku uważał, że Asterix i Kleopatra to najlepszy materiał na film. Jego zdaniem komiks wyróżniał się bogactwem kostiumów i imponujących scenografii, co czyniło go najbardziej „filmowym” albumem serii. Twórcy komiksu, René Goscinny i Albert Uderzo, inspirowali się filmem Kleopatra w reżyserii Josepha L. Mankiewicza, co dodatkowo potwierdzało jego potencjał ekranowy. Choć projekt wymagał ogromnego budżetu, Berri był zdeterminowany, by go zrealizować. Przekonał Chabata, przekonując: „Sfinks, Rzymianie, piramidy, Kleopatra – to będzie niesamowite widowisko, które zachwyci publiczność!”.

## Pierwowzór
Film Asterix i Obelix: Misja Kleopatra jest adaptacją komiksu Asterix i Kleopatra, stworzonego przez René Goscinnego (scenariusz) i Alberta Uderzo (rysunki). Była to szósta historia z serii o przygodach Asteriksa i Obeliksa, choć w Polsce została wydana jako piąta, co widoczne jest na okładce oznaczonej napisem „Zeszyt 5”.
Komiks powstawał w tym samym czasie, kiedy na ekranach kin pojawił się hollywoodzki film Kleopatra (1963) w reżyserii Josepha L. Mankiewicza, z Elizabeth Taylor i Richardem Burtonem w rolach głównych. Pierwsza okładka komiksu była bezpośrednią parodią plakatu promującego ten film – komiks reklamowano jako „największą przygodę kiedykolwiek narysowaną”, do której stworzenia użyto między innymi „14 litrów tuszu chińskiego” (odpowiadającego ilości taśmy filmowej użytej w produkcji filmowej).
W komiksie Kleopatra zakłada się z Cezarem, że w ciągu trzech miesięcy, na pustyni, powstanie najwspanialszy pałac na świecie. Budowę powierza architektowi Numerobisowi, który – wiedząc, że sam nie podoła temu zadaniu – udaje się do Galii, aby poprosić o pomoc Panoramiksa. Druid wyrusza do Egiptu razem z Asteriksem, Obeliksem i Idefiksem, co prowadzi do serii przygód, w tym sabotaży ze strony rywalizującego z Numerobisem architekta Piramidonisa (jego filmowy odpowiednik to Marnypopis).
Komiks pełen jest nawiązań historycznych i kulturowych, często wplecionych w humorystyczne dialogi i sytuacje. W jednej ze scen Galowie podziwiają piramidy, a Panoramiks mówi: „Dwadzieścia wieków spogląda na was!”. Jest to nawiązanie do słynnych słów Napoleona, który miał powiedzieć swoim żołnierzom w Egipcie, że „czterdzieści wieków patrzy na nich z góry”.
Podobnie, Numerobis, przedstawiając swojego skrybę Galom, chwali go za znajomość wielu języków, takich jak łacina, starogrecki, celtycki i galijski – co jest ironicznym żartem, ponieważ niemal wszystkie te języki są dziś martwe. Z kolei skryba Brudnopis (w filmie Otis) odpowiada na pytanie Panoramiksa, jak został skrybą, twierdząc, że ukończył „bardzo dobry kurs korespondencyjny” – jest to humorystyczne odniesienie do hieroglifów oraz do sloganu jednej z francuskich szkół malarskich: „Jeśli potrafisz pisać, potrafisz też malować”.
W komiksie znalazły się także inteligentne gry słowne. Numerobis mówi o swoim rywalu Piramidonisie, że „ma wiele talentów”. Asteriks interpretuje to jako talent w sensie zdolności, lecz w odpowiedzi słyszy, że „tak naprawdę to po prostu jest bogaty” – co jest grą słów, gdyż „talent” był również jednostką monetarną w starożytnym świecie.
Obeliks, jak w większości historii, przez cały czas prosi Panoramiksa o magiczny napój, choć druid zawsze mu odmawia. W Asterix i Kleopatra Panoramix robi wyjątek, ponieważ Galowie zostają uwięzieni w piramidzie i potrzebują nadludzkiej siły, aby się wydostać. Obeliks, po wypiciu napoju, twierdzi jednak, że „nie czuje żadnej różnicy” – mimo to, przez całą serię nadal prosi o kolejne porcje.
Jest to także komiks, w którym po raz pierwszy Idefiks pojawia się jako nazwany bohater. Początkowo Asteriks nie chciał, by piesek wyruszył z nimi do Egiptu, argumentując, że „jest za mały na taką podróż”. Jednak to właśnie Idefiks ratuje ich z wnętrza piramidy, wskazując drogę ucieczki dzięki swojemu doskonałemu węchowi.
Większość wątków, gagów i humorystycznych odniesień została zachowana w filmie, choć niektóre zmieniono lub dostosowano do współczesnego kontekstu. Wersja filmowa dodała również nowe elementy, takie jak popkulturowe nawiązania do Matrixa, Gwiezdnych wojen czy obecność muzyki hip-hopowej (utwór Mission Cleopatra w wykonaniu Snoopa Dogga i Jamela Debbouze’a).

## Zdjęcia do filmu
Prace nad filmem trwały od 23 sierpnia 2000 roku do początku lutego 2001 roku.
Miejsca kręcenia:
- Malta: Mediterranean Film Studios – studio filmowe specjalizujące się w produkcjach z dużą ilością scen kręconych na wodzie.
- Maroko: zdjęcia realizowano w studiach Atlas, na pustyni oraz w oazie Fint, co pozwoliło oddać klimat starożytnego Egiptu.
- Francja: część scen nagrywano w studiach Épinay oraz w lesie Fontainebleau, gdzie odtworzono fragmenty galijskiej wioski i inne plenery.

## Muzyka
Muzykę oryginalną do filmu Asterix i Obelix: Misja Kleopatra skomponował Philippe Chany, przyjaciel Alaina Chabata jeszcze z czasów licealnych. Chany był autorem muzyki do wielu projektów związanych z grupą Les Nuls, takich jak Objectif : Nul, TVN 595, ABCD Nuls i Nulle part ailleurs, a także do filmów Miasto zaginionych dzieci i Didier.

Alain Chabat, inspirowany pomysłem, by główny aktor filmu zaśpiewał utwór do ścieżki dźwiękowej – podobnie jak Will Smith w Facetach w Czerni czy Wild Wild West – zaproponował Jamelowi Debbouze’owi wykonanie utworu do napisów końcowych filmu. Aby uczynić projekt wyjątkowym, poproszono amerykańskiego rapera Snoop Dogga o współpracę. Raper zgodził się dzięki namowom swoich dzieci, które były fanami serii Asterix. W efekcie Snoop Dogg i Jamel Debbouze nagrali piosenkę „Mission Cleopatra”, która pojawia się w napisach końcowych filmu.
„Jamel pojechał na dziesięć dni do Los Angeles, aby nagrać utwór. Ich współpraca przebiegła świetnie – Snoop »he’s my brother!«. Dałem wskazówki dotyczące tekstu piosenki: miała opowiadać o miłości i pokoju.”– Alain Chabat, 2002.
Piosenki wykorzystane w filmie:
- „I Got You (I Feel Good)” Jamesa Browna – scena z tańcem Jamela Debbouze'a.
- „Walk Like an Egyptian” autorstwa Liama Sternberga, w wykonaniu Érica Mouqueta i Beverly Jo Scott.
- „Chi Mai” Ennio Morricone.
- „Yakety Sax” (utwór o humorystycznym tonie).
- „Alexandrie Alexandra” (Étienne Roda-Gil i Claude François / Jean-Pierre Bourtayre).
- „Santiano” – francuska adaptacja Jacques’a Plante’a na podstawie motywów z utworu ludowego, zaaranżowanego przez Dave’a Fishera.
- „Ti amo” – wykonanie Umberto Tozziego i Moniki Bellucci.
- „Gaz-L” Joey’ego Starra.
- „Rêve pour une image” Jacka Diévala.
- „The Imperial March” Johna Williamsa – fragment z Gwiezdnych Wojen: Imperium kontratakuje.
- „Mission Cleopatra” – duet Snoopa Dogga i Jamela Debbouze'a.
- Fragmenty muzyczne z dokumentu Mysteries of Egypt.

## Odbiór
Na amerykańskim portalu Rotten Tomatoes film uzyskał 86 proc. pozytywnych opinii na podstawie 7 recenzji. Na polskim portalu Filmweb film otrzymał ocenę 7,3 na podstawie opinii 231 tys. użytkowników oraz ocenę 7,2 na podstawie opinii 32 krytyków filmowych.
We Francji na portalu Allociné średnia ocena filmu, oparta na 16 recenzjach prasowych, wynosi 3,8/5. Z kolei widzowie przyznali mu ocenę 4,1/5. Film obejrzało łącznie 14 559 509 widzów w kinach we Francji, co w roku premiery uplasowało go na drugim miejscu wśród francuskich produkcji w historii krajowego box office – za filmem Wielka włóczęga (La Grande Vadrouille), ale przed Gośćmi, gośćmi (Les Visiteurs).
W kolejnych latach został wyprzedzony przez Jeszcze dalej niż Północ (Bienvenue chez les Ch'tis) w 2008 roku oraz Nietykalnych (Intouchables) w 2012 roku, zajmując obecnie czwarte miejsce wśród francuskich filmów w krajowym box office i dziewiąte miejsce w ogólnym zestawieniu. W całej Europie film przyciągnął łącznie 21 525 941 widzów.

### Polski dubbing
Film Asterix i Obelix: Misja Kleopatra zyskał w Polsce status kultowego, głównie dzięki znakomitemu tłumaczeniu i dubbingowi, które wniosły do oryginalnej produkcji unikalny humor i lokalne odniesienia. Szczególną popularność zdobył monolog skryby Otisa.
W polskiej wersji językowej, głosu Otisowi użyczył Krzysztof Banaszyk, którego interpretacja monologu o wartościach życiowych i radości z małych rzeczy została wyjątkowo ciepło przyjęta przez widzów. Jego wykonanie stało się jednym z najbardziej rozpoznawalnych fragmentów polskiego dubbingu.
Monolog skryby, zaczynający się od słów: "Moim zdaniem to nie ma tak, że dobrze albo że nie dobrze...", stał się viralem w polskim internecie, a jego fragmenty były wielokrotnie cytowane i przerabiane w różnych formach medialnych. Kreatywność tłumaczy i aktorów dubbingowych przyczyniła się do tego, że polska wersja filmu jest uważana za jedną z najlepszych adaptacji językowych, co potwierdza jej nieustającą popularność wśród widzów.

## Nagrody i wyróżnienia

### Europejska Akademia Filmowa
- 2002: nominacja Alaina Chabata do nagrody dla najlepszego europejskiego aktora

### Francuska Akademia Sztuki i Techniki Filmowej
- 2003: nagroda za najlepsze kostiumy
- 2003: nominacja Gérarda Darmon do nagrody dla najlepszego aktora drugoplanowego
- 2003: nominacja Jamela Debbouze’a do nagrody dla najlepszego aktora drugoplanowego
- 2003: nominacja do nagrody za najlepszą scenografię

## Wersja zrekonstruowana
21 maja 2023 roku, podczas programu filmowego Beau Geste, Alain Chabat ogłosił premierę odrestaurowanej wersji filmu, zaplanowaną na 5 lipca 2023 roku – dokładnie 21 lat po oryginalnej premierze.
Nowa wersja została zrekonstruowana w jakości 4K HDR i wyposażona w dźwięk Dolby Atmos, co zapewnia nowoczesne doświadczenia wizualne i dźwiękowe.
Dodatkowo, po napisach końcowych zaprezentowano wcześniej niepublikowane sceny, w tym pełną wersję słynnego monologu Otisa, który zyskał ogromną popularność wśród fanów filmu.